# Литературная премия Номы
Литературная премия Номы (яп. 野間文芸賞 Нома бунгэй сё:) — литературная премия Японии, присуждаемая автору художественного, литературоведческого или публицистического произведения, опубликованного в отчётный год в газете, журнале или в виде отдельной книги. Присуждается ежегодно с 1941 года в соответствии с завещанием Сэйдзи Номы, основателя издательского дома «Коданся».
Изначально премией награждался автор за вклад в японскую литературу. В период времени с 1946 по 1952 годы премия не присуждалась. После возобновления присуждения в 1953 году назначение премии изменилось, в результате чего она обрела сохраняемый до сегодняшнего дня смысл: за выдающееся литературное произведение. Данная награда, по словам переводчицы Елены Байбиковой, считается «самой престижной премией для признанных авторов».
Помимо литературной премии Номы, также вручаются ещё три награды, названные по имени основателя издательства «Коданся» — премия Номы для начинающих писателей, премия Номы за детскую литературу и премия Номы в области издательской культуры.

## Лауреаты премии
В отдельные годы премия присуждалась сразу двум авторам, в нескольких случаях — ни одному. Двукратными лауреатами премии Номы являются Кадзуо Одзаки (1962, 1975), Фумио Нива (1953, 1982), Сётаро Ясуока (1960, 1988) и Ясуси Иноуэ (1961, 1989).

### 1941—1945, 1953—1999
- 1941: Сэйка Маяма[яп.] — за вклад в японскую литературу
- 1942: премия не присуждалась
- 1943: Кода Рохан[англ.] — за вклад в японскую литературу
- 1944: премия не присуждалась
- 1945: Мимэй Огава[яп.] — за вклад в японскую литературу
- 1953: Фумио Нива — «Змея и голубь» (яп. 蛇と鳩)
- 1954: Ясунари Кавабата — «Стон горы[англ.]» (яп. 山の音)[a]
- 1955: премия не присуждалась
- 1956: Сигэру Тономура[яп.] — «Плот» (яп. 筏)
- 1957:
1) Тиё Уно — «Охан» (яп. おはん)
2) Фумико Энти — «Пологий склон» (яп. 女坂)[b]
- 1958: Хидэо Кобаяси[яп.] — «Современная живопись» (яп. 近代絵画)
- 1959: Муро Сайсэй[яп.] — «По мотивам Дневника эфемерной жизни» (яп. かげろふの日記遺文)
- 1960:
1) Сётаро Ясуока — «Морской пейзаж» (яп. 海辺の光景)[c]
2) Томиэ Охара[яп.] — «Её звали о-Эн» (яп. 婉という女)[d]
- 1961: Ясуси Иноуэ — «Хозяйка замка Ёдо» (яп. 淀どの日記)[e]
- 1962: Кадзуо Одзаки — «Видения» (яп. まぼろしの記)
- 1963: Кадзуо Хироцу[яп.] — «Ход времени» (яп. 年月のあしおと)
- 1964:
1) Гисю Накаяма[яп.] — «Сёан» (яп. 咲庵)
2) Дзюн Таками — «Из бездны смерти» (яп. 死の淵より)[f]
- 1965: Тацуо Нагаи — «Одна штука» (яп. 一個その他)
- 1966: Масудзи Ибусэ — «Чёрный дождь» (яп. 黒い雨)[g]
- 1967:
1) Мицуо Накамура[яп.] — «Поддельный идол» (яп. 贋の偶像)
2) Сэйити Фунахаси[яп.] — «Брошка женщины, которую я люблю» (яп. 好きな女の胸飾り)
- 1968: Тэцутаро Каваками[яп.] — «Ёсида Сёин» (яп. 吉田松陰)
- 1969: Сигэхару Накано — «A, B, C и D» (яп. 甲乙丙丁)
- 1970:
1) Кэнъити Ёсида[яп.] — «Европейский декаданс» (яп. ヨオロッパの世紀末)
2) Дзюн Это — «Сосэки и его время» (яп. 漱石とその時代)
- 1971: Дзюндзо Сёно — «Складные картинки» (яп. 絵合せ)
- 1972: Инэко Сата — «Тень дерева» (яп. 樹影)
- 1973: Кэндзабуро Оэ — «Объяли меня воды до души моей» (яп. 洪水はわが魂に及び)[h]
- 1974: Сёхэй Оока — «Накахара Тюя» (яп. 中原中也)
- 1975:
1) Кэн Хирано[яп.] — «Разные юности» (яп. さまざまな青春)
2) Кадзуо Одзаки — «День тот, день этот» (яп. あの日この日)
- 1976:
1) Тайдзюн Такэда[яп.] — «Головокружительная прогулка» (яп. 目まいのする散歩)
2) Тэцуо Миура — «„Пистолет“ и 15 рассказов» (яп. 拳銃と十五の短篇)
- 1977: Кэндзо Накадзима[яп.] — «Мемуары» (яп. 回想の文学)
- 1978: Дзюнноскэ Ёсиюки — «До заката» (яп. 夕暮まで)[i]
- 1979: Сидзуо Фудзиэда[яп.] — «Грустно только» (яп. 悲しいだけ)
- 1980: Сюсаку Эндо — «Самурай» (侍)[j]
- 1981: Кэнкити Ямамото[яп.] — «Жизнь и форма» (いのちとかたち)
- 1982: Фумио Нива — «Рэннё» (蓮如)
- 1983: Нобуо Кодзима — «Причина расставания» (別れる理由)
- 1984: премия не присуждалась
- 1985:
1) Тосио Симао — «Студент с торпедного катера» (魚雷艇学生)
2) Сайити Маруя — «Что такое „Тюсингура“?» (忠臣蔵とは何か)
- 1986:
1) Миёдзи Уэда — «Симаги Акахико» (島木赤彦)
2) Минако Оба — «Пение птиц» (啼く鳥の)
- 1987: Ацуси Мори[яп.] — «Словно умирая» (われ逝くもののごとく)
- 1988: Сётаро Ясуока — «Моя история эры Сёва» (僕の昭和史)
- 1989: Ясуси Иноуэ — «Конфуций» (孔子)
- 1990: Киити Сасаки[яп.] — «Мой Чехов» (私のチェーホフ)
- 1991: Таэко Коно — «Странная история о поисках мумии» (みいら採り猟奇譚)
- 1992: Хироси Сакагами — «Пейзажи сельской местности» (田園風景)
- 1993: Кэйдзо Хино — «Эпицентр тайфуна» (台風の眼)
- 1994:
1) Хироюки Агава — «Сига Наоя» (志賀直哉)
2) Кайсэй Ри — «Столетние путешественники» (百年の旅人たち)
- 1995: премия не присуждалась
- 1996: Сюн Акияма[яп.] — «Нобунага» (信長)
- 1997:
1) Хидэо Такубо[яп.] — «Души деревьев» (木霊集)
2) Таэко Томиока — «Путешествие на Альбион» (ひべるにあ島紀行)
- 1998: Юко Цусима — «Огненная гора. Хроники дикарей» (火の山 山猿記)[k]
- 1999: Такаюки Киёока[яп.] — «Цветы каштана» (マロニエの花が言った)

### С 2000 года
- 2000: Кёко Хаяси — «Опыт, накопленный человечеством за долгое время его существования» (長い時間をかけた人間の経験)
- 2001: Дзякутё Сэтоути — «Место» (場所)
- 2002: Юити Такаи — «Волна времени» (時の潮)
- 2003: Хироко Такэниси — «Обмен подарками» (贈答のうた)
- 2004: Такаси Цудзии — «Портрет отца» (父の肖像)
- 2005: Рю Мураками — «Вперёд, с полуострова!» (半島を出よ)
- 2006: Сэндзи Курои — «День. Оковы сна» (一日　夢の柵)
- 2007: Кадзуми Саэки — «Норвегия» (ノルゲ)
- 2008: Ко Матида — «Гостиничное паломничество» (宿屋めぐり)
- 2009: Хикару Окуидзуми — «Императорские регалии» (神器)
- 2010: Киёко Мурата — «Отчий дом» (故郷のわが家)
- 2011: Ёко Тавада — «Снежные подмастерья» (雪の練習生)
- 2012: Эйми Ямада — «Джентльмен» (ジェントルマン)
- 2013: Кадзуси Хосака — «Битва на рассвете» (未明の闘争)
- 2014: Ёрико Сёно — «Хроники борьбы с непобеждённой коллагеновой болезнью, смешанным заболеванием соединительной ткани» (未闘病記――膠原病、『混合性結合組織病』の)
- 2015: Маюми Нагано[яп.] — «Преисподняя существует» (яп. 冥途あり)[l]
- 2016: Тосиюки Хориэ — (その姿の消し方)
- 2017: Каору Такамура[яп.] — (土の記)
- 2018: Осами Хасимото[яп.] — «Кусанаги-но цуруги» (яп. 草薙の剣)
- 2019: Хисаки Мацуура — «Отверженный» (яп. 人外 нингай)
- 2020: Ёко Огава — «Шкатулка» (яп. 小箱 кобако)
- 2021: Хидэо Леви — «Небесный путь» (яп. 天路 тэнро)
- 2022: Риэко Мацуура — «Собрание сочинений Хикари» (яп. ヒカリ文集 Хикари бунсю:)
- 2023: Хироми Каваками — «Любовь мимолётна, или стейк на дне бассейна» (яп. 恋ははかない、あるいは、プールの底のステーキ кои ва хаканаи, аруиха, пу:ру но соко но сутэ:ки)
- 2024: Фуминори Накамура — «Очередь» (яп. 列 рэцу)

## Комментарии
1. ↑  Кавабата Я. Стон горы / Пер. В. С. Гривнина // Избранные произведения. — М.: Радуга, 1986. — С. 7—208.
2. ↑  Энти Ф. Пологий склон / Пер. с яп. Е. И. Галенкиной. — М.: Центрполиграф, 2006. — 331 с. — ISBN 5-9524-2235-7.
3. ↑  Ясуока Сётаро. Морской пейзаж / Пер. В. С. Гривнина // Хрустальный башмачок. Повесть и рассказы. — М.: Радуга, 1984. — С. 15—84.
4. ↑  Охара Томиэ. Её звали о-Эн / Пер. с яп. И. Львовой. — М.: Художественная литература, 1973.
5. ↑  Иноуэ Я. Хозяйка замка Ёдо / Пер. О. Павловской. — М.: Центрполиграф, 2006. — 368 с. — ISBN 5-9524-2423-6.
6. ↑  Таками Дзюн. Избранная лирика / Пер. И. Мотобрывцевой. — М.: Молодая гвардия, 1976.
7. ↑  Ибусэ Масудзи. Чёрный дождь / Пер. Б. Раскина // Хиросима: Романы. Рассказы. Стихи. — М.: Художественная литература, 1985. — С. 272—410.
8. ↑  Оэ Кэндзабуро. Объяли меня воды до души моей // Избранные произведения. — М.: Панорама, 1999. — С. 5—334. — ISBN 5-85220-574-5.
9. ↑  Ёсиюки Дзюнноскэ. До заката / Пер. с яп. Ю. Окамото. — СПб.: Гиперион, 2005. — ISBN 5-89332-119-7.
10. ↑  Эндо Сюсаку. Самурай / Пер. с яп. В. Гривнина. — М.: Азбука-классика, 2004. — 352 с. — ISBN 5-352-01081-3.
11. ↑  Юко Цусима за эту работу также получила премию Дзюнъитиро Танидзаки.
12. ↑  Маюми Нагано за эту работу также получила премию Идзуми Кёки.